# Siria baazista
La Siria baazista, oficialmente la República Árabe Siria (RAS), fue el Estado sirio que estuvo bajo el régimen unipartidista de la Rama Regional Siria del Partido del Renacimiento Árabe Socialista entre 1963 y 2024. Desde 1971 hasta su colapso definitivo, estuvo gobernada por la familia Ásad, por lo que se la conocía comúnmente como la Siria de los Ásad o despectivamente como el régimen de los Ásad.
El régimen surgió a raíz del golpe de Estado de 1963 y estaba dirigido por oficiales militares neobaazistas alauitas. En 1970, el presidente Nureddin al-Atassi y el líder de facto Salah Jadid fueron derrocados por Háfez al-Ásad en el Movimiento Correctivo. Al año siguiente, Ásad se convirtió en presidente después de unas elecciones simuladas. Un levantamiento islamista contra el gobierno de Ásad dio lugar a que el régimen cometiera las masacres de Hama de 1981 y 1982. El régimen fue considerado uno de los más represivos de los tiempos modernos, llegando a alcanzar niveles totalitarios y fue clasificado constantemente como uno de los "peores de los peores" en los índices de Freedom House.
Háfez al-Ásad murió en 2000 y fue sucedido por su hijo Bashar Háfez al-Ásad, quien mantuvo un control similar. Las grandes protestas contra el gobierno baazista en 2011 durante la Primavera Árabe llevaron a la guerra civil siria entre las fuerzas de oposición, el gobierno y, en los años siguientes, islamistas como ISIS, que debilitó el control territorial del régimen de Ásad. Sin embargo, el gobierno baazista mantuvo su presencia y control sobre amplias áreas, y también pudo recuperar más terreno en años posteriores con el apoyo de Rusia, Irán y Hezbolá. En diciembre de 2024, una serie de ofensivas sorpresa de varias facciones rebeldes culminaron en el colapso del régimen.
Después de la caída del Irak baazista, Siria fue el único país gobernado por neobaazistas. Siria tenía un culto a la personalidad en torno a la familia Ásad y atrajo una condena generalizada por su severa represión interna y sus crímenes de guerra. Antes de la caída de Ásad, Siria ocupaba el cuarto lugar en el Índice de Estados Frágiles de 2024 y era uno de los lugares más peligrosos del mundo para los periodistas. La libertad de prensa era extremadamente limitada y el país ocupaba el segundo lugar en el Índice Mundial de Libertad de Prensa de 2024. Era el país más corrupto de la región MENA y ocupaba el segundo lugar a nivel mundial en el Índice de Percepción de la Corrupción de 2023. Siria también se había convertido en el epicentro de una industria de Captagon patrocinada por Ásad, que exportaba miles de millones de dólares de la droga ilícita anualmente, lo que la convertía en uno de los narcoestados más grandes del mundo.

## Historia

### Golpe de Estado de 1963

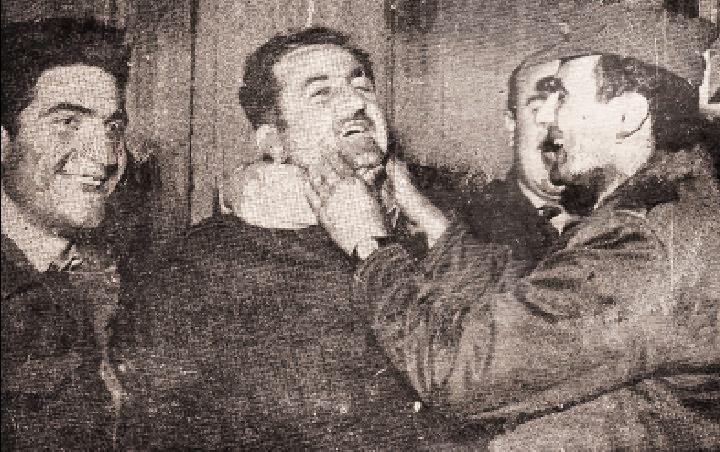
Oficiales militares neobaazistas celebran la caída de la Segunda República Siria después de tomar el poder de su último presidente elegido democráticamente, Nazim al-Qudsi, en 1963.

La inestabilidad que siguió al golpe de Estado de 1961 culminó en el golpe de Estado baazista del 8 de marzo de 1963. La toma del poder fue orquestada por miembros del Partido Baaz Árabe Socialista, liderado por Michel Aflaq y Salah Bitar. El nuevo gabinete sirio estaba dominado por miembros del Baaz. Desde el toma del poder por su Comité Militar, el Partido Baaz gobernó Siria como un estado totalitario. Los baazistas tomaron el control de la política, la educación, la cultura y la religión del país y vigilaron todos los aspectos de la sociedad civil a través de su poderosa Mujabarat (policía secreta). Las Fuerzas Armadas Árabes Sirias y la policía secreta se integraron con el aparato del partido Baaz; después de la purga de las élites civiles y militares tradicionales por parte del nuevo régimen.
El golpe de Estado baazista de 1963 marcó una "ruptura radical" en la siglos XX y XXI, después de la cual el Partido Baaz monopolizó el poder en el país para establecer un Estado de partido único y dio forma a un nuevo orden sociopolítico al imponer su ideología estatal. El 23 de febrero de 1966, el Comité Militar neobaazista llevó a cabo un rebelión intrapartidaria contra la Vieja Guardia Baazista (Aflaq y Bitar), encarceló al presidente Amin al-Hafiz y designó un gobierno civil regionalista del Baaz 1 de marzo. Aunque Nureddin al-Atassi se convirtió en el jefe de estado formal, Salah Jadid fue el gobernante efectivo de Siria desde 1966 hasta noviembre de 1970, cuando fue depuesto por Háfez al-Ásad, quien en ese momento era ministro de Defensa.

### Dominación neobaazistadel partido Baaz sirio: 1963-1966
Tras la toma del poder en 1963 por el comité militar neobaasista, la rama regional siria del Partido Baaz sufrió un grave faccionalismo y fragmentación, que condujo a una sucesión de gobiernos y nuevas constituciones. Los oficiales militares neobaazistas, a través de su creciente influencia política y militar, comenzaron a iniciar purgas en las estructuras burocráticas del Estado sirio y rápidamente monopolizaron el control sobre varios órganos del Partido Baaz sirio. Los baazistas militares también tomaron el control del CNCR, que ejercía el poder de facto en el nuevo régimen baazista. El ala civil del partido Baaz, formada por baazistas clásicos liderados por Aflaq y Bitar, tuvo poca influencia sobre la dirección ideológica de la rama regional siria. Durante el sexto congreso nacional del partido Baaz, los oficiales del comité militar baazista, en colaboración con izquierdistas radicales, obtuvieron formalmente el control ideológico y político de la rama regional siria del partido Baaz. El programa ideológico y la plataforma política adoptados por el partido Baaz sirio durante el VI Congreso Nacional del partido Baaz en septiembre de 1963 se convirtieron en la doctrina oficial del neo-Baaz y en la ideología estatal de la Siria baazista. Posteriormente, el régimen Baazista comenzó a implementar sus políticas sociales, económicas y políticas en toda Siria, imponiendo la agenda neobaazista.
La tendencia neobaazista de extrema izquierda obtuvo el control de la rama regional siria en el VI Congreso Nacional del Partido Baaz en 1963, donde los miembros de línea dura de los partidos regionales dominantes sirios e iraquíes unieron fuerzas para imponer una línea izquierdista radical, que abogaba por la imposición de la "planificación socialista", "granjas colectivas dirigidas por campesinos", "control democrático de los medios de producción por parte de los trabajadores", un partido basado en trabajadores y campesinos, y otras demandas que reflejaban la emulación del socialismo de estilo soviético. En un ataque codificado contra Michel Aflaq, el congreso también condenó su "notableza ideológica", criticando su origen de clase media, dentro del partido. Aflaq, enojado por esta transformación de su partido, mantuvo un papel de liderazgo nominal, pero el Comando Nacional en su conjunto quedó bajo el control de los radicales.
Las resoluciones y declaraciones pro marxistas, como la defensa de la " lucha de clases " y el " socialismo científico ", adoptadas por el partido Baaz durante su sexto congreso nacional, sentaron las bases ideológicas del neobaazismo. Entre 1963 y 1966, los neobaazistas ejercieron el poder político de facto en la Siria baazista y pudieron dirigir sus objetivos ideológicos a través de la constitución provisional baazista de 1963 y su enmienda de 1964. También llevaron a cabo purgas dentro de las Fuerzas Armadas Árabes Sirias, como parte de sus esfuerzos por subordinar a la vieja guardia civil del Comando Nacional del Partido Baaz y crear un "ejército ideológico" que fuera leal a los oficiales neobaazistas. En política exterior, los neobaazistas favorecían al Bloque Socialista y eran partidarios de establecer una alianza estrecha con la Unión Soviética . El concepto militar maoísta de " guerra popular de liberación " jugó un papel central en la ideología neobaazista, y esto se reflejó en el apoyo de la Siria baazista a los grupos fedayines palestinos socialistas y de izquierda en su guerra de guerrillas contra los israelíes. En la esfera económica, los neobaazistas favorecían el establecimiento de un sistema económico de comando socialista y abogaban por la nacionalización de las industrias privadas y políticas radicales de confiscación de tierras.
El primer enfrentamiento significativo entre el nuevo régimen Baazista y la ilegalizada Hermandad Musulmana tuvo lugar en la ciudad de Hama en abril de 1964. Los insurgentes afiliados a los Hermanos Musulmanes establecieron controles de carreteras, almacenaron alimentos y armas y atacaron tiendas de vino. Los rebeldes utilizaron la mezquita local del Sultán como cuartel general y santuario, donde el imán Shaykh Mahmud al-Hamid alentó la rebelión. Un miliciano ismailí afiliado al régimen, Munzir al-Shimali, fue asesinado y mutilado, mientras que "todo vestigio" del Partido Baaz en Hama fue atacado. El gobierno respondió enviando tanques y refuerzos para atacar a los rebeldes, obligándolos a retirarse a la Mezquita del Sultán después de luchar durante dos días. Posteriormente la mezquita fue bombardeada y el levantamiento fue reprimido.

### Golpe de Estado de 1966

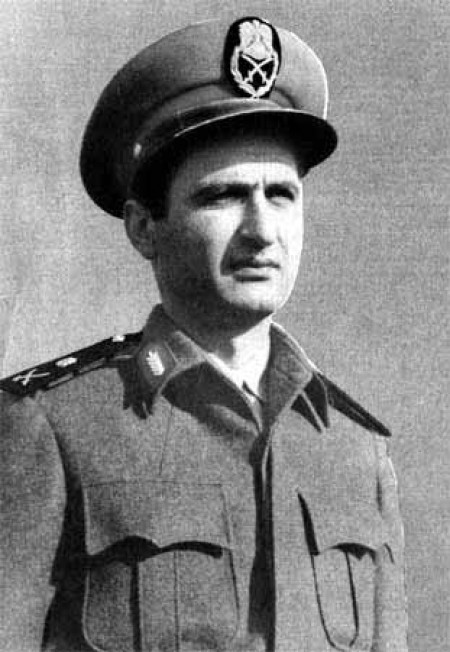
General Salah Jadid, figura clave en la planificación del golpe de 1966. Aunque no ocupó ningún cargo oficial de poder y permaneció en la sombra, fue el líder indiscutible de Siria hasta 1970.

El 23 de febrero de 1966, el Comité Militar neobaazistallevó a cabo una rebelión interna contra la Vieja Guardia Baasista ( Aflaq y Bitar ), encarceló al Presidente Amin al-Hafiz y designó un gobierno civil regionalista del Baas el 1 de marzo. Aunque Nureddin al-Atassi se convirtió en el jefe de Estado formal, Salah Jadid fue el gobernante efectivo de Siria desde 1966 hasta noviembre de 1970, cuando fue depuesto por Hafez al-Ásad, quien en ese momento era Ministro de Defensa.
El golpe condujo a un cisma dentro del Partido Baaz panárabe original: se estableció un movimiento Baaz dirigido por iraquíes (que gobernó Irak entre 1968 y 2003) y otro dirigido por sirios . En la primera mitad de 1967 existía un discreto estado de guerra entre Siria e Israel . El conflicto por el cultivo israelí de tierras en la Zona Desmilitarizada condujo el 7 de abril a enfrentamientos aéreos antes de la guerra entre Israel y Siria. Cuando estalló la Guerra de los Seis Días entre Egipto e Israel, Siria se unió a la guerra y también atacó a Israel. En los últimos días de la guerra, Israel centró su atención en Siria y capturó dos tercios de los Altos del Golán en menos de 48 horas. La derrota provocó una división entre Jadid y Ásad sobre qué pasos tomar a continuación. Surgió un desacuerdo entre Jadid, que controlaba el aparato del partido, y Ásad, que controlaba el ejército. La retirada en 1970 de las fuerzas sirias enviadas para ayudar a la Organización para la Liberación de Palestina (OLP) dirigida por Yasser Arafat durante las hostilidades con Jordania del " Septiembre Negro " (también conocida como la Guerra Civil de Jordania de 1970) reflejó este desacuerdo.
El 20 de septiembre de 1970, Siria bajo el presidente Nureddin al-Atassi y el hombre fuerte Salah Jadid invadió Jordania en apoyo de las fuerzas fedayines palestinas de la Organización para la Liberación de Palestina, como parte de Septiembre Negro . Siria envió 16.000 soldados y más de 170 tanques T-55 para invadir Jordania. Sin embargo, el 22 de septiembre el intento de invasión siria había sido prácticamente derrotado. Mientras las fuerzas sirias intentaban avanzar hacia Irbid, aproximadamente 50 de los 200 tanques sirios quedaron inoperativos. Las fuerzas sirias se retiraron de Jordania el 23 de septiembre después de sufrir pérdidas de 120 tanques y 1.500 bajas. Jordania sólo perdió 16 tanques, un vehículo blindado y tuvo 112 bajas.

### Hafez al-Ásad (1971-2000)

Ruinas de la ciudad de Hama después de la masacre de Hama en 1982.

La lucha por el poder culminó en noviembre de 1970 en el Movimiento Correctivo Sirio, un golpe militar incruento que derrocó a Jadid e instaló a Hafez al-Ásad como el hombre fuerte del gobierno. El general Hafez al-Ásad transformó un estado gobernado por un partido neobaazistaen una dictadura totalitaria caracterizada por su control generalizado sobre el partido, las fuerzas armadas, la policía secreta, los medios de comunicación, el sector educativo, las esferas religiosas y culturales, la planificación urbana, la actividad económica y todos los aspectos de la sociedad civil. Al instaurar un sistema basado en el clientelismo sectario, Hafez asignó a leales alauitas a puestos clave en las fuerzas militares, la burocracia, la inteligencia y la élite gobernante;  estableciendo un gobierno minoritario alauita para consolidar el poder dentro de su familia. El culto a la personalidad en torno a Hafez y su familia se convirtió en un principio central de la ideología asadista,  que defendía que la dinastía Ásad estaba destinada a gobernar perennemente.

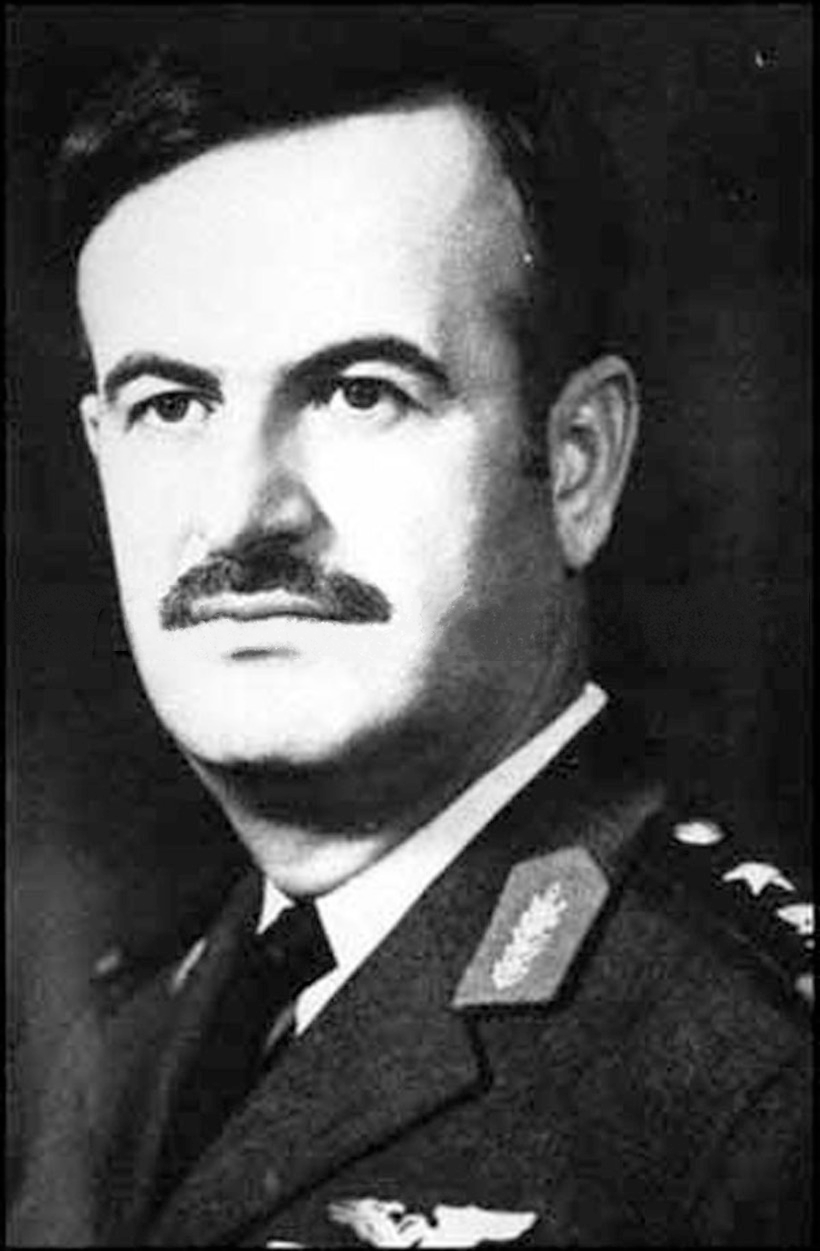
Hafez al-Ásad, presidente del partido Baazista en Siria (1971-2000)

Cuando Hafez al-Ásad llegó al poder en 1971 con el Movimiento Correctivo, el ejército comenzó a modernizarse y cambiar. En los primeros diez años del gobierno de Ásad, el ejército aumentó en un 162%, y en un 264% en 2000. En un momento dado, el 70% del PIB del país se destinaba únicamente al ejército. El 6 de octubre de 1973, Siria y Egipto iniciaron la guerra de Yom Kipur contra Israel. Las Fuerzas de Defensa de Israel revirtieron las ganancias iniciales de Siria y avanzaron más profundamente en territorio sirio. La aldea de Quneitra fue destruida en gran parte por el ejército israelí. A finales de la década de 1970, un levantamiento islamista de la Hermandad Musulmana tuvo como objetivo al gobierno. Los islamistas atacaron a civiles y a personal militar fuera de servicio, lo que llevó a las fuerzas de seguridad a matar también a civiles en ataques de represalia. El levantamiento había alcanzado su clímax en la masacre de Hama de 1982, cuando más de 40.000 personas fueron asesinadas por tropas militares sirias y paramilitares baazistas. Se ha descrito como el "acto de violencia más mortífero" perpetrado por cualquier Estado contra su propia población en la historia árabe moderna .

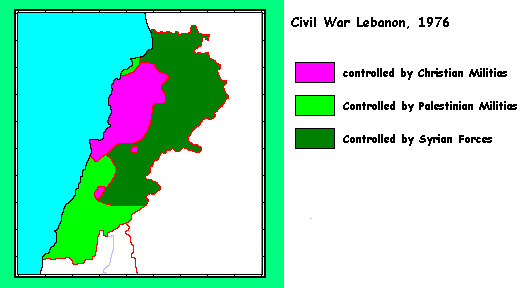
La invasión siria del Líbano comenzó el 31 de mayo de 1976. La ocupación siria del Líbano duró hasta 2005.

Siria fue invitada al Líbano por su presidente, Suleiman Frangieh, en 1976, para intervenir del lado del gobierno libanés contra los guerrilleros de la Organización para la Liberación de Palestina y las fuerzas maronitas libanesas en medio de la guerra civil libanesa . La Fuerza de Disuasión Árabe originalmente estaba compuesta por un núcleo sirio, de hasta 25.000 soldados, con la participación de algunos otros estados de la Liga Árabe que totalizaban sólo alrededor de 5.000 soldados. A finales de 1978, después de que la Liga Árabe hubiera extendido el mandato de la Fuerza de Disuasión Árabe, los sudaneses, los saudíes y los Emiratos Árabes Unidos anunciaron sus intenciones de retirar sus tropas del Líbano, extendiendo su estadía hasta los primeros meses de 1979 a petición del gobierno libanés. Las tropas libias fueron esencialmente abandonadas y tuvieron que encontrar su propio camino de regreso a casa, y la ADF se convirtió así en una fuerza puramente siria, aunque incluía al Ejército de Liberación de Palestina . Un año después de que Israel invadiera y ocupara el sur del Líbano durante la Guerra del Líbano de 1982, el gobierno libanés no extendió el mandato de las FDA, poniendo así fin de manera efectiva a su existencia, aunque no a la presencia militar siria o israelí en el Líbano. Con el tiempo, la presencia siria pasó a conocerse como la ocupación siria del Líbano .
Las fuerzas sirias permanecieron en el Líbano durante toda la guerra civil del país, y finalmente lograron poner la mayor parte del país bajo control sirio como parte de una lucha de poder con Israel, que había ocupado zonas del sur del Líbano en 1978. En 1985, Israel comenzó a retirarse del Líbano, como resultado de la oposición interna en Israel y la presión internacional. A raíz de esta retirada, estalló la Guerra de los Campamentos, en la que Siria luchó contra sus antiguos aliados palestinos. La ocupación siria del Líbano continuó hasta 2005.
En un cambio importante en las relaciones con otros estados árabes y el mundo occidental, Siria participó en la Guerra del Golfo liderada por Estados Unidos contra Saddam Hussein . El país participó en la Conferencia multilateral de Madrid de 1991 y durante la década de 1990 participó en negociaciones con Israel junto con Palestina y Jordania . Estas negociaciones fracasaron y no ha habido más conversaciones directas entre Siria e Israel desde la reunión del presidente Hafez al-Ásad con el entonces presidente Bill Clinton en Ginebra en 2000.

### Bashar al-Ásad (2000-2024)

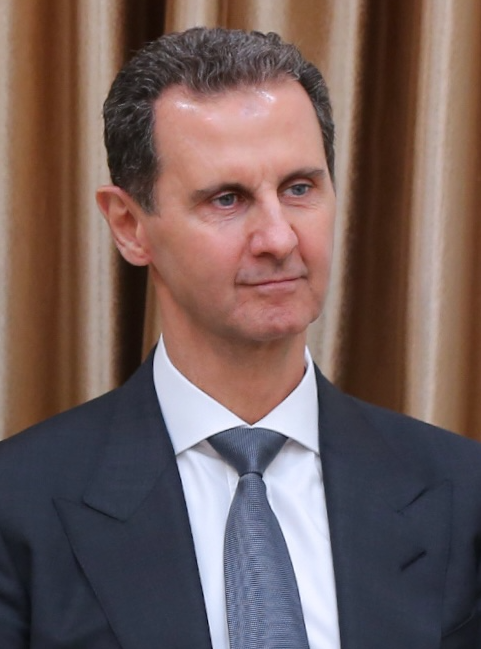
Bashar al-Ásad, presidente de la Siria baasista (2000-2024)

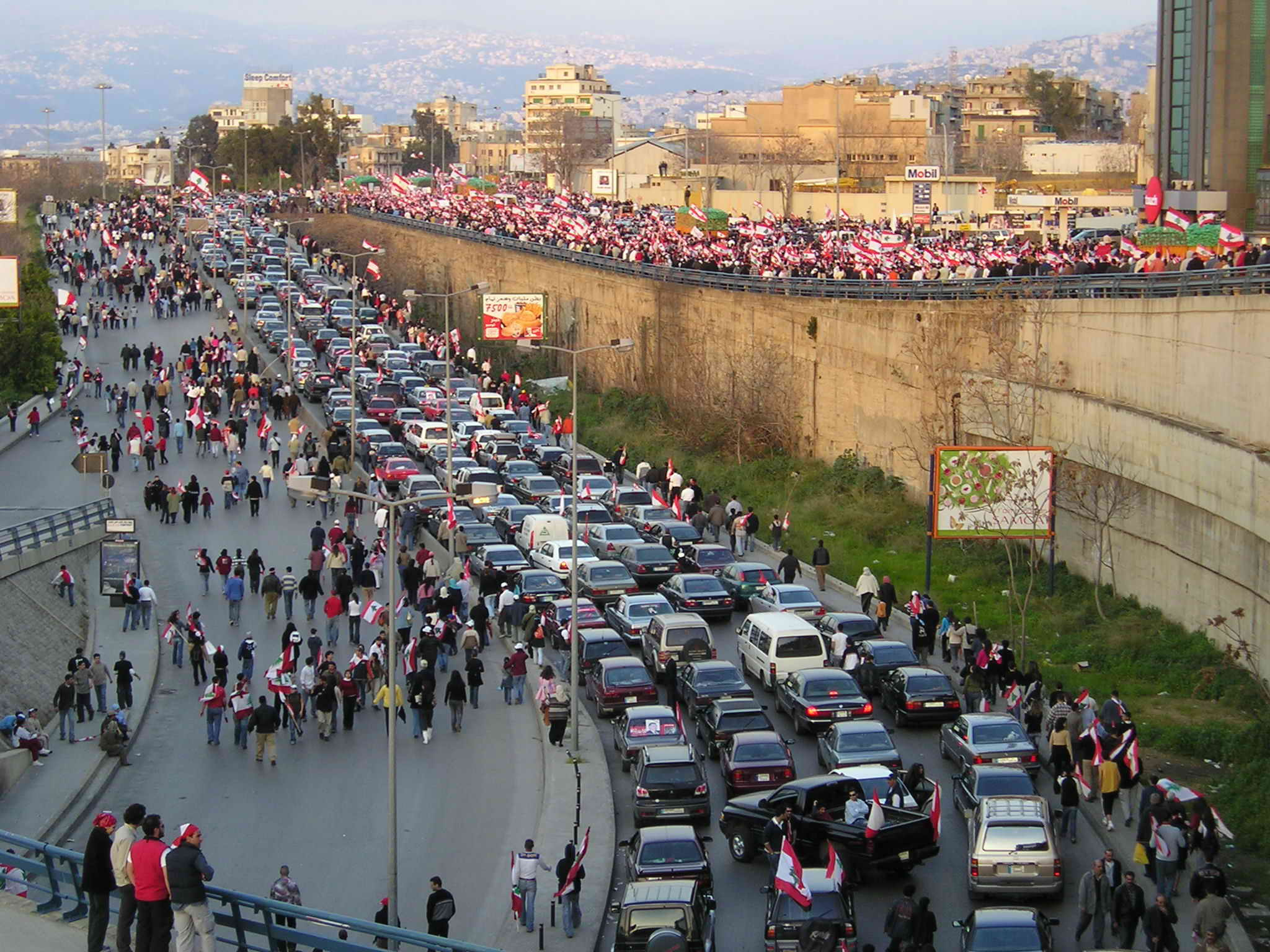
Manifestantes de la Revolución del Cedro en el Líbano, marchando contra la ocupación militar del régimen de Ásad en el Líbano después del asesinato de Rafic Hariri

Hafez al-Ásad murió el 10 de junio de 2000. Su hijo, Bashar al-Ásad, fue elegido presidente en una elección en la que no tuvo oposición. Su elección marcó el nacimiento de la Primavera de Damasco y de esperanzas de reforma, pero en el otoño de 2001 las autoridades habían reprimido el movimiento y encarcelado a algunos de sus principales intelectuales. En cambio, las reformas se han limitado a algunas reformas de mercado. El 5 de octubre de 2003, Israel bombardeó un sitio cerca de Damasco, afirmando que era un centro de entrenamiento terrorista para miembros de la Jihad Islámica . En marzo de 2004, kurdos sirios y árabes se enfrentaron en la ciudad nororiental de al-Qamishli . Se observaron señales de disturbios en las ciudades de Qamishli y Hasakeh . En 2005, Siria puso fin a su presencia militar en el Líbano. El asesinato de Rafic Hariri en 2005 provocó la condena internacional y desencadenó una Intifada popular en el Líbano, conocida como "la Revolución del Cedro", que obligó al régimen de Ásad a retirar sus 20.000 soldados sirios en el Líbano y poner fin a su ocupación militar del Líbano que duró 29 años. El 6 de septiembre de 2007, aviones de combate extranjeros, sospechosos de ser israelíes, habrían llevado a cabo la Operación Orchard contra un supuesto reactor nuclear que estaba siendo construido por técnicos norcoreanos .

### Revolución y guerra civil (2011-2024)

Situación militar en marzo de 2013

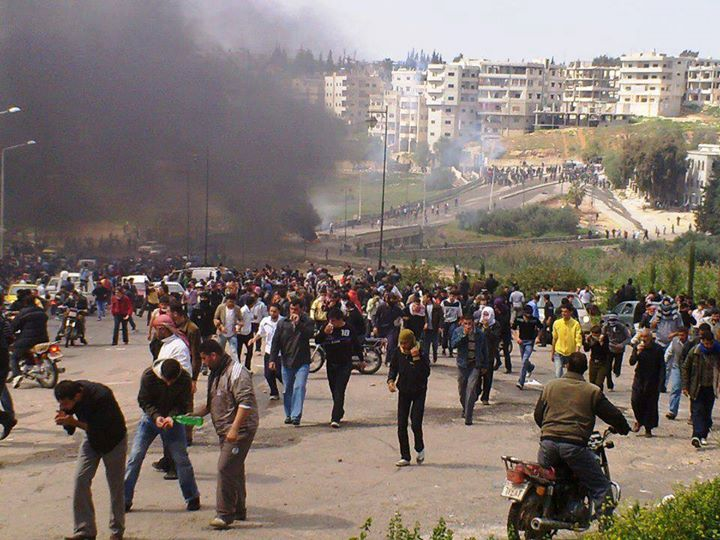
Una protesta contra Ásad en Daraa, 2013.

La revolución siria comenzó en 2011 como parte de la Primavera Árabe más amplia, una ola de agitación en todo el mundo árabe . Las manifestaciones públicas en toda Siria comenzaron el 26 de enero de 2011 y derivaron en un levantamiento nacional. Los manifestantes exigieron la renuncia del presidente Bashar al-Ásad, el derrocamiento de su gobierno y el fin de casi cinco décadas de gobierno del Partido Baath . Desde la primavera de 2011, el gobierno sirio desplegó el ejército sirio para sofocar el levantamiento, y varias ciudades fueron sitiadas, aunque los disturbios continuaron. Según algunos testigos, los soldados que se negaron a abrir fuego contra los civiles fueron ejecutados sumariamente por el ejército sirio. El gobierno sirio negó los informes de deserciones y culpó a bandas armadas de causar problemas. Desde principios del otoño de 2011, civiles y desertores del ejército comenzaron a formar unidades de combate, que iniciaron una campaña de insurgencia contra el ejército sirio. Los insurgentes se unificaron bajo la bandera del Ejército Libre Sirio y lucharon de manera cada vez más organizada; sin embargo, el componente civil de la oposición armada carecía de un liderazgo organizado.
El levantamiento tiene connotaciones sectarias, aunque ninguna de las facciones en el conflicto ha afirmado que el sectarismo tenga un papel importante. La oposición está dominada por musulmanes sunitas, mientras que las principales figuras del gobierno son alauitas, afiliados al Islam chiita. Como resultado, la oposición está ganando el apoyo de los estados musulmanes sunitas, mientras que el gobierno cuenta con el apoyo público del Irán dominado por los chiitas y el Hezbolá libanés. Según diversas fuentes, incluidas las Naciones Unidas, entre 13.470 y 19.220 personas han muerto, de las cuales aproximadamente la mitad eran civiles, pero también entre 6.035 y 6.570 combatientes armados de ambos bandos y hasta 1.400 manifestantes de la oposición. Muchos más han resultado heridos y decenas de miles de manifestantes han sido encarcelados. Según el régimen de Ásad, entre marzo de 2011 y mayo de 2012, entre 9.815 y 10.146 personas, incluidos 3.430 miembros de las fuerzas de seguridad, entre 2.805 y 3.140 insurgentes y hasta 3.600 civiles, han muerto en combates con lo que ellos caracterizan como "grupos terroristas armados".  Para escapar de la violencia, decenas de miles de refugiados sirios han huido del país a los vecinos Jordania, Irak y Líbano, así como a Turquía . En ese momento, el número total oficial de refugiados sirios según las Naciones Unidas alcanzó los 42.000, mientras que el número no oficial llegó a 130.000.
UNICEF informó que más de 500 niños fueron asesinados en los 11 meses hasta febrero de 2012, Otros 400 niños fueron arrestados y torturados en cárceles sirias. Además, más de 600 detenidos y presos políticos han muerto bajo tortura. Human Rights Watch acusó al gobierno y a Shabiha de utilizar a civiles como escudos humanos cuando avanzaban hacia zonas controladas por la oposición. Los rebeldes antigubernamentales también han sido acusados de violaciones de los derechos humanos, incluyendo tortura, secuestro, detención ilegal y ejecución de civiles, Shabiha y soldados. HRW también expresó su preocupación por el secuestro de ciudadanos iraníes. La Comisión de Investigación de la ONU también ha documentado abusos de esta naturaleza en su informe de febrero de 2012, que también incluye documentación que indica que las fuerzas rebeldes han sido responsables del desplazamiento de civiles.

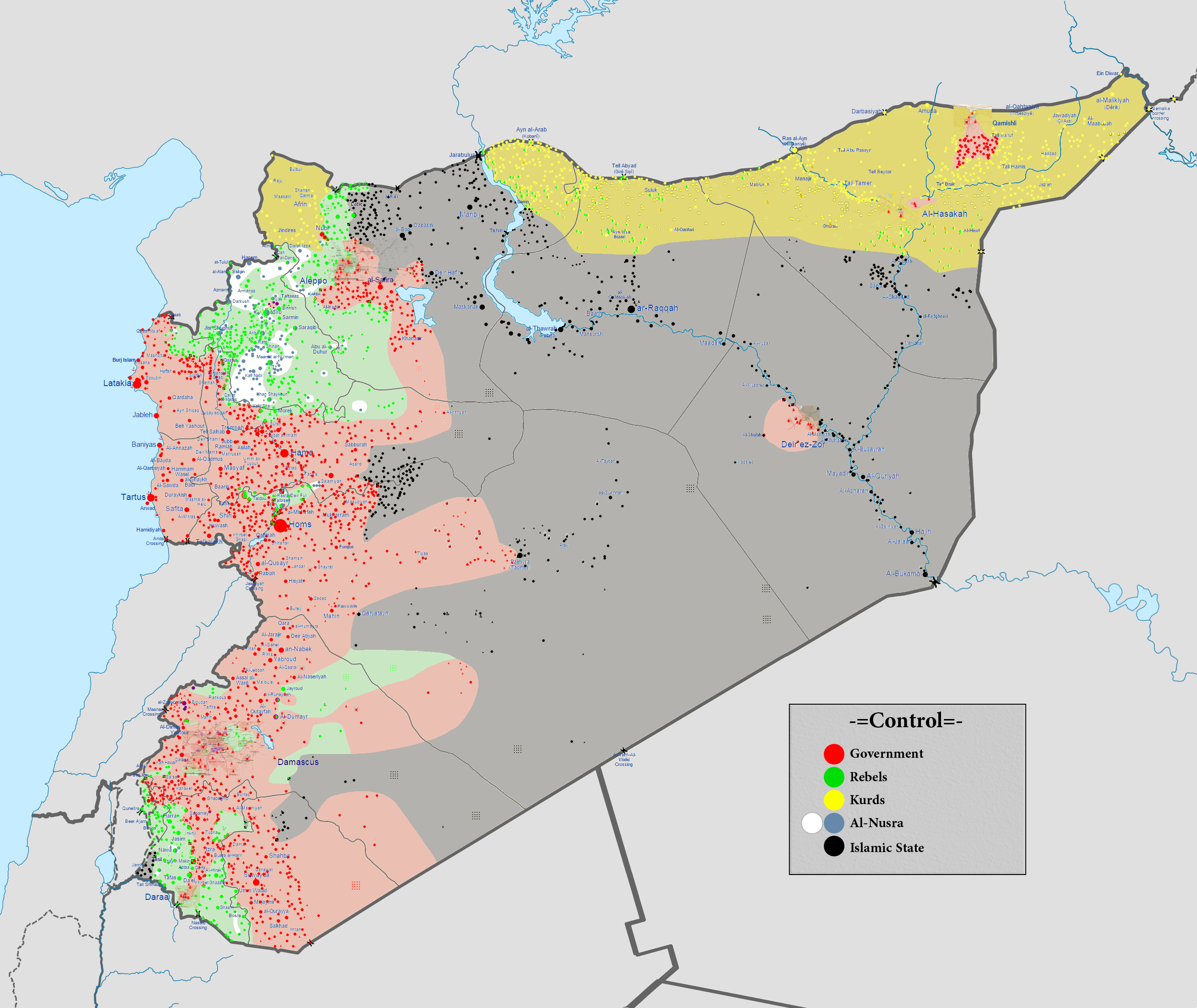
Situación militar en diciembre de 2015

La Liga Árabe, Estados Unidos, los estados de la Unión Europea, los estados del Consejo de Cooperación del Golfo y varios países de todo el mundo condenaron la violencia perpetrada por el régimen de Ásad contra los manifestantes. China y Rusia evitaron condenar al régimen de Ásad o aplicar sanciones, afirmando que tales métodos podrían derivar en una intervención extranjera. Por otra parte, la intervención militar fue descartada por la mayoría de los países que condenaron el régimen de Ásad. La Liga Árabe suspendió la membresía de Siria debido a la respuesta del gobierno a la crisis, pero envió una misión de observadores en diciembre de 2011, como parte de su propuesta para una resolución pacífica de la crisis. La Liga Árabe y las Naciones Unidas intentaron resolver la crisis siria y designaron a Kofi Annan como su enviado especial a Siria. El 16 de marzo, Kofi Annan presentó un plan de paz de seis puntos al Consejo de Seguridad de la ONU .  El 24 de marzo de 2012, Kofi Annan voló a Moscú en un esfuerzo por asegurar el apoyo ruso a su plan. 
La guerra civil ha causado más de 600.000 muertes, y las fuerzas pro-Ásad han causado más del 90% del total de víctimas civiles . La guerra provocó una crisis masiva de refugiados, con un estimado de 7,6 millones de desplazados internos (cifra de ACNUR de julio de 2015) y más de 5 millones de refugiados (según datos de ACNUR registrados en julio de 2017). La guerra también ha empeorado las condiciones económicas: más del 90% de la población vive en la pobreza y el 80% enfrenta inseguridad alimentaria .

#### Conflicto congelado (2020-2024)

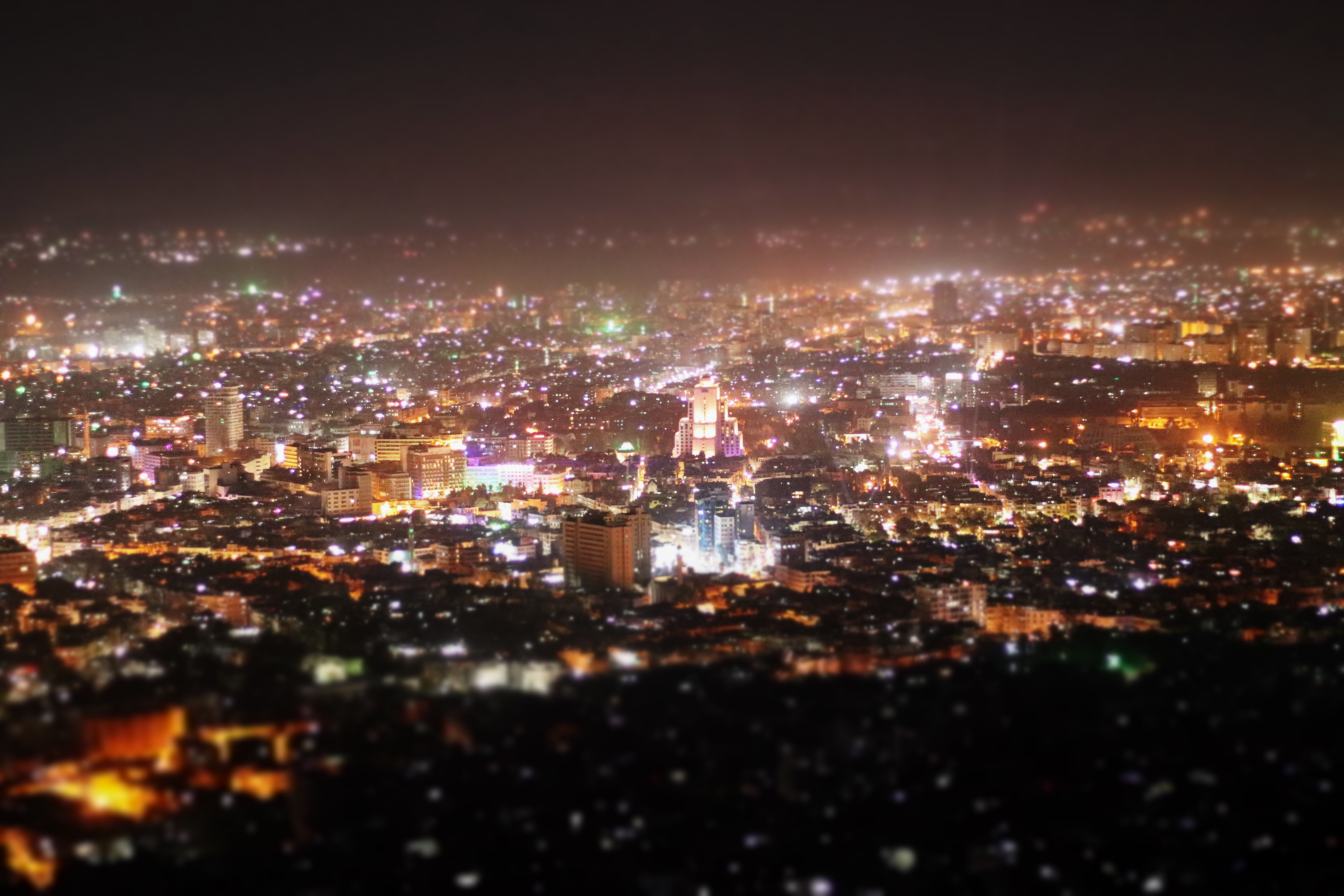
Vista aérea de Damasco en 2020

Situación militar antes de las ofensivas de la oposición siria a finales de 2024.

A partir de 2020, el conflicto quedó congelado. Aunque aproximadamente el 30% del país estaba controlado por fuerzas de oposición, los intensos combates habían cesado en gran medida y había una creciente tendencia regional hacia la normalización de las relaciones con el régimen de Bashar al-Ásad.
Durante este período, la Siria baazista siguió siendo uno de los lugares más peligrosos para los periodistas y ocupó el octavo lugar en el Índice de Paz Global de 2024 y el cuarto peor lugar en el Índice de Estados Frágiles de 2024. La libertad de prensa siguió siendo inexistente y el régimen de Ásad ocupó el segundo peor lugar en el Índice Mundial de Libertad de Prensa de 2024. El régimen de Ásad, que ocupa el penúltimo lugar a nivel mundial en el Índice de Percepción de la Corrupción de 2023 también fue el más corrupto de Oriente Medio . La Siria baasista también se convirtió en el epicentro de un cártel de drogas ilícitas patrocinado por el Estado, el más grande del mundo, que incorporaba una industria de captura multimillonaria.

### La caída del régimen de Asad (2024)

Situación militar tras la caída del régimen de Ásad en diciembre de 2024. Territorios controlados por las Fuerzas Armadas Sirias (blanco), SOS (rosa), ENS y Turquía (verde claro), FDS y Estados Unidos (amarillo), EI (gris), ELS y Estados Unidos (verde azulado).

El 27 de noviembre de 2024 la violencia estalló una vez más. Las facciones rebeldes, lideradas por el grupo islamista Hayat Tahrir al-Sham (HTS) y el Ejército Nacional Sirio (ENS) respaldado por Turquía, tomaron el control de Alepo, lo que provocó una campaña de ataques aéreos de represalia por parte del presidente sirio Bashar al-Ásad, apoyado por Rusia. Los ataques, que tuvieron como objetivo centros de población y varios hospitales en la ciudad de Idlib controlada por los rebeldes, provocaron al menos 25 muertes, según el grupo de rescate Cascos Blancos . Los países de la OTAN emitieron una declaración conjunta pidiendo la protección de los civiles y la infraestructura crítica para evitar más desplazamientos y garantizar el acceso humanitario. Destacaron la urgente necesidad de una solución política liderada por Siria, de conformidad con la Resolución 2254 del Consejo de Seguridad de la ONU, que aboga por el diálogo entre el gobierno sirio y las fuerzas de oposición. La ofensiva rebelde, que había comenzado el 27 de noviembre de 2024, continuó su avance hacia la provincia de Hama tras la captura de Alepo.
El 29 de noviembre, los rebeldes afiliados al Frente Sur abandonaron sus esfuerzos de reconciliación con el gobierno sirio y lanzaron una ofensiva en el sur, con la esperanza de implementar un movimiento de pinza contra Damasco.

El 4 de diciembre de 2024, estallaron feroces enfrentamientos en la provincia de Hama cuando el ejército sirio se enfrentó a insurgentes liderados por islamistas en un intento de detener su avance sobre la ciudad clave de Hama. Las fuerzas gubernamentales afirmaron haber lanzado una contraofensiva con apoyo aéreo, haciendo retroceder a las facciones rebeldes, incluida Hayat Tahrir al-Sham (HTS), a unas seis millas de la ciudad. Sin embargo, a pesar de los refuerzos, los rebeldes capturaron la ciudad el 5 de diciembre. Los combates provocaron un desplazamiento generalizado: casi 50.000 personas huyeron de la zona y se registraron más de 600 víctimas, entre ellas 104 civiles.

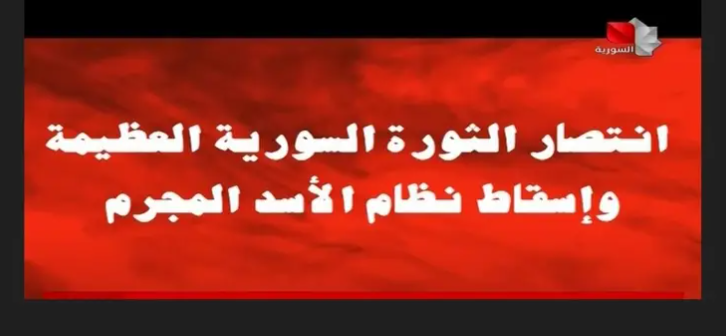
"Victoria de la gran revolución siria y caída del régimen criminal de Al-Ásad" en la televisión estatal siria después de la caída de Damasco ante el HTS. Esta fue su única transmisión durante varias horas.

En la tarde del 6 de diciembre de 2024, las fuerzas del Frente Sur capturaron la capital regional de Suwayda, en el sur de Siria, tras la retirada de las fuerzas progubernamentales de la ciudad. Al mismo tiempo, las Fuerzas Democráticas Sirias lideradas por los kurdos capturaron la capital provincial de Deir ez-Zor de manos de las fuerzas pro gubernamentales, que también abandonaron la ciudad de Palmira, en la gobernación central de Homs. A medianoche, las fuerzas de oposición en la gobernación sureña de Daraa capturaron su capital , Daraa, así como el 90% de la provincia, mientras las fuerzas pro gubernamentales se retiraban hacia la capital, Damasco. Mientras tanto, el Ejército Libre Sirio (SFA), un grupo rebelde diferente respaldado por Estados Unidos, tomó el control de Palmira en una ofensiva lanzada desde la " zona de distensión " de al-Tanf .
El 7 de diciembre de 2024, las fuerzas progubernamentales se retiraron de la Gobernación de Quneitra, que limita con los Altos del Golán ocupados por Israel . Ese día, el ejército israelí ayudó a la FNUOS a repeler un ataque.
El 7 de diciembre de 2024, el Frente Sur entró en los suburbios de Damasco, que fue atacado simultáneamente desde el norte por el Ejército Libre Sirio. A medida que los rebeldes avanzaban, Ásad huyó de Damasco a Moscú, donde el presidente ruso Vladímir Putin le concedió asilo político . Al día siguiente, las fuerzas de la oposición siria capturaron las ciudades de Homs y Damasco . Tras la caída de Damasco, la Siria baasista se derrumbó y el Primer Ministro Mohammad Ghazi al-Jalali permaneció en el poder con el permiso de los rebeldes hasta que estos establecieron un gobierno de transición dos días después.

## Política y gobierno
Desde la toma del poder en 1963 por su Comité Militar neobaazistahasta la caída del régimen de Ásad en 2024, el Partido Árabe Socialista Baaz gobernó Siria como un estado policial totalitario . [ d ] Después de un período de conflictos internos, Hafez al-Ásad obtuvo el control del partido tras el golpe de Estado de 1970 y su familia dominó la política del país.
Tras la adopción de una nueva constitución por parte de la Siria baazista en 2012, su sistema político funcionó en el marco de un estado presidencial  que nominalmente permitía la candidatura de individuos que no formaban parte del Frente Progresista Nacional controlado por los baazistas y fundado en 1972. En la práctica, la Siria baasista siguió siendo un Estado de partido único, que prohibía cualquier actividad política independiente o de oposición.

### Judicial
En la República Árabe Siria no existía un poder judicial independiente, ya que todos los jueces y fiscales debían ser designados por el partido Baaz. Los poderes judiciales de Siria incluían el Tribunal Constitucional Supremo, el Consejo Superior de la Judicatura, el Tribunal de Casación y los Tribunales de Seguridad del Estado . El Tribunal Supremo de Seguridad del Estado (TSSE) fue abolido por el presidente Bashar al-Ásad mediante decreto legislativo Nº 53 el 21 de abril de 2011. Siria tenía tres niveles de tribunales: tribunales de primera instancia, tribunales de apelaciones y el tribunal constitucional, el tribunal más alto. Los tribunales religiosos se ocupaban de cuestiones de derecho personal y familiar.
El artículo 3(2) de la Constitución de 1973 declaró la jurisprudencia islámica como fuente principal de legislación. El sistema judicial tenía elementos de las leyes otomanas, francesas e islámicas. La Ley de Estatuto Personal 59 de 1953 (enmendada por la Ley 34 de 1975) era esencialmente una sharia codificada; el Código de Estatuto Personal era aplicado a los musulmanes por los tribunales de la sharia.

### Elecciones
Las elecciones se llevaron a cabo mediante un proceso simulado, caracterizado por fraudes a gran escala, votaciones repetidas y ausencia de sistemas de registro y verificación de votantes . El 13 de abril de 2016 se celebraron elecciones parlamentarias en las zonas controladas por el Gobierno de Siria para los 250 escaños de la legislatura unicameral de Siria, el Majlis al-Sha'ab, o Consejo Popular de Siria . Incluso antes de que se anunciaran los resultados, varios países, entre ellos Alemania, Estados Unidos y el Reino Unido, declararon su rechazo a aceptarlos, argumentando en gran medida que "no representan la voluntad del pueblo sirio". Sin embargo, representantes de la Federación Rusa han expresado su apoyo a los resultados de estas elecciones. Diversos observadores independientes y organizaciones internacionales denunciaron la conducta electoral del régimen de Asad como una estafa; las Naciones Unidas la condenaron como elecciones ilegítimas y "sin mandato". El informe global 2022 del Proyecto de Integridad Electoral calificó las elecciones sirias como una "fachada" con la peor integridad electoral del mundo junto con las de las Comoras y la República Centroafricana .

### Ideología de Estado
La ideología estatal de Siria bajo el Partido Baaz era el neobaazismo, una variante distinta y de extrema izquierda del Baazismo que surgió como resultado del golpe de Estado sirio de 1966, que convirtió al Partido Baaz sirio en una organización más militarista independiente del Comando Nacional del Partido Baaz original. Se ha descrito al neobaazismo como una divergencia del baasismo propiamente dicho que había ido más allá de su base ideológica panarabista al abrazar el marxismo y purgar el liderazgo baasista clásico de la vieja guardia, incluidos Michel Aflaq y Salah al-Din al-Bitar . Como resultado de estas diferencias ideológicas, el Partido Baaz sirio entró en conflicto con los nacionalistas árabes como los nasseristas y los baazistas iraquíes, particularmente los saddamistas, con quienes mantenía una amarga rivalidad . El neobaazismo ha sido criticado por el fundador de la ideología baazista, Michel Aflaq, por divergir de los principios originales del baazismo. La propaganda estatal retrató al asadismo como una corriente neobaazista que desarrolló la ideología baazista según las necesidades de la era moderna.

### Política exterior

#### Relaciones con la Unión Soviética
Tras el golpe de Estado sirio de 1963, el gobernante Partido Baaz sirio estableció estrechas relaciones con la Unión Soviética, aumentando el poder y la influencia soviética en Siria. El partido sirio Baaz, de extrema izquierda y de tendencia neobaasista, mantuvo una alianza muy estrecha con la Unión Soviética . Tras el Sexto Congreso Nacional en 1963, el partido adoptó públicamente la doctrina de la alianza ideológica con el Bloque del Este :
"El Partido Baaz Socialista Árabe ha situado la cuestión de la lucha contra el imperialismo en su marco internacional y humano y ha considerado al campo socialista como una fuerza positiva y activa en la lucha contra el imperialismo... una patria aplastada y explotada por el imperialismo hace que los puntos de partida fundamentales del campo socialista sean más armoniosos con los intereses de nuestra patria árabe y más en simpatía con nuestro pueblo árabe ."
En 1971, el presidente sirio Hafez al-Ásad firmó un acuerdo con la Unión Soviética, permitiéndole abrir su base militar naval en Tartus y obtener una presencia estable en el Medio Oriente en medio de la Guerra Fría . Miles de oficiales militares y profesionales educados sirios estudiaron en Rusia durante el gobierno de Hafez al-Ásad .
Miles de asesores y técnicos soviéticos ayudaron al Ejército Árabe Sirio durante la guerra de Yom Kipur de 1973 con Israel . Durante la guerra se transportaron por avión 3.750 toneladas de ayuda a Siria. A finales de octubre de 1973, la Unión Soviética envió 63.000 toneladas de ayuda, principalmente a Siria, para reemplazar sus pérdidas durante la guerra. Las relaciones soviético-sirias se tensaron en 1976 debido a la intervención de Hafez al-Ásad en la guerra civil libanesa y la ocupación siria del Líbano, ya que la Unión Soviética no quería una confrontación entre el régimen de Ásad y la Organización de Liberación de Palestina, ambos aliados soviéticos. Los soviéticos congelaron el suministro de armas a Siria, mientras que Siria negó a los soviéticos el acceso a sus bases navales. No fue hasta abril de 1977 que los dos estados mejoraron sus relaciones. Siria se negó a condenar la invasión soviética de Afganistán en 1979 y firmó un Tratado de Amistad y Cooperación de veinte años en octubre de 1980.

#### Relaciones con Rusia

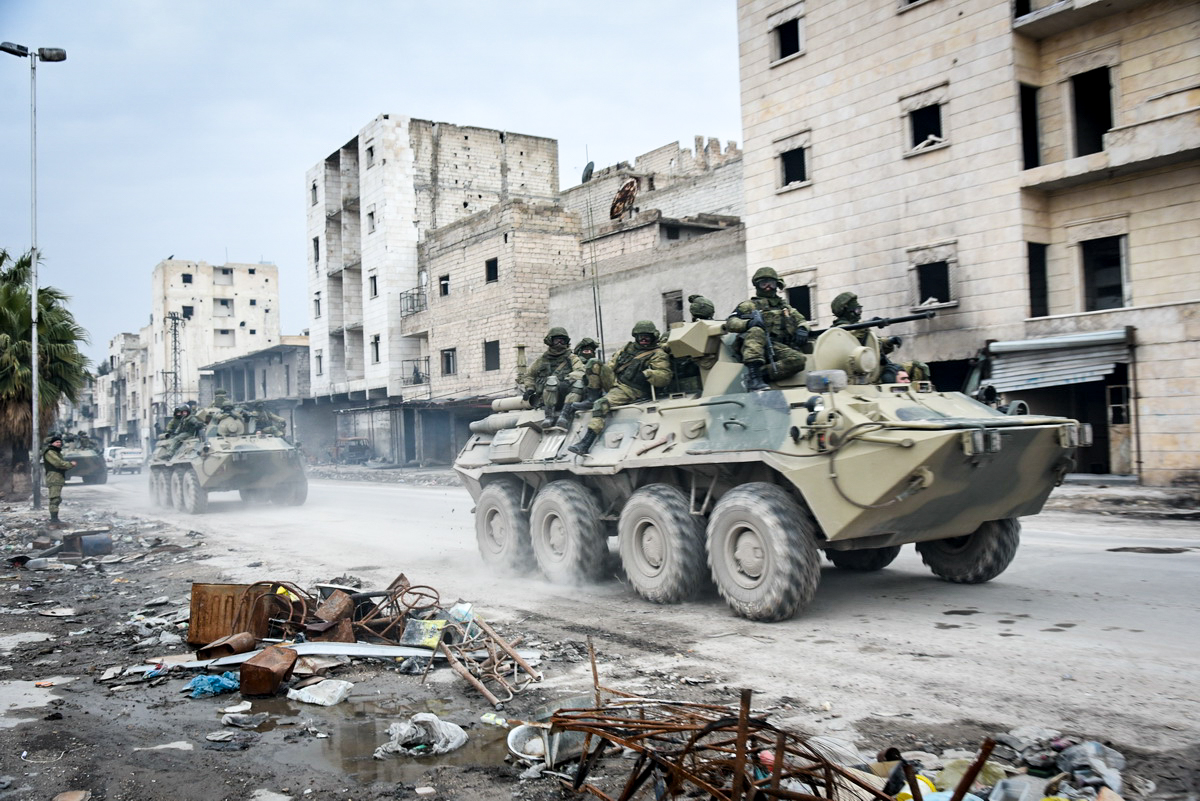
Zapadores rusos en Alepo durante la guerra civil siria, diciembre de 2016

Rusia apoyó firmemente al régimen de Bashar al-Ásad durante la guerra civil siria, que comenzó en 2011. Desde 2012, Rusia y China han vetado repetidamente los proyectos de resolución patrocinados por Occidente en el Consejo de Seguridad de la ONU que condenaban al gobierno de Bashar por atacar a civiles y exigían su dimisión, lo que habría abierto la posibilidad de sanciones de las Naciones Unidas contra su gobierno. En septiembre de 2015, el Consejo de la Federación autorizó al presidente ruso Vladímir Putin a utilizar fuerzas armadas en Siria. Los ataques aéreos y con misiles rusos comenzaron contra el Estado Islámico, el Ejército de Conquista, el Frente al Nusra y el Ejército Libre Sirio .

#### Relaciones con Irán
Siria e Irán son aliados históricos y estratégicos, y Siria es considerada el " aliado más cercano " de Irán.  La relación entre los gobiernos iraní y sirio se ha descrito a veces como un Eje de Resistencia . Históricamente, los dos países compartían una animosidad común hacia el Partido Baaz iraquí y Saddam Hussein, y Siria proporcionó ayuda militar a Irán durante la guerra entre Irán e Irak . Tras la muerte de Hafez al-Ásad en 2000, Bashar al-Ásad continuó la relación apoyando a Hezbollah y a varios aliados iraníes; la alianza fue descrita como "el componente central de su doctrina de seguridad".
Tras el estallido de la revolución siria en 2011, Irán comenzó a ayudar política y militarmente al gobierno de Ásad. En mayo de 2011, The Guardian informó que el CGRI iraní había aumentado su "nivel de apoyo técnico y de apoyo de personal" para fortalecer la "capacidad del ejército sirio para lidiar con los manifestantes". Desde el comienzo de la insurgencia en Siria, Irán ha proporcionado entrenamiento, apoyo técnico y tropas de combate al gobierno de Ásad. Se estima que el número de efectivos iraníes en Siria oscila entre cientos y decenas de miles. Los combatientes del Hezbolá libanés, respaldados por el gobierno de Irán, han asumido roles de combate directo desde 2012.  Desde el verano de 2013, Irán y Hezbolá brindaron un importante apoyo en el campo de batalla a Siria, permitiéndole realizar avances contra los rebeldes sirios . En 2023, Irán mantiene 55 bases militares en Siria y otros 515 puntos militares, la mayoría en las gobernaciones de Alepo y Deir Ezzor y en los suburbios de Damasco; estos representan el 70% de los emplazamientos militares extranjeros en el país.

#### Relaciones con Irak

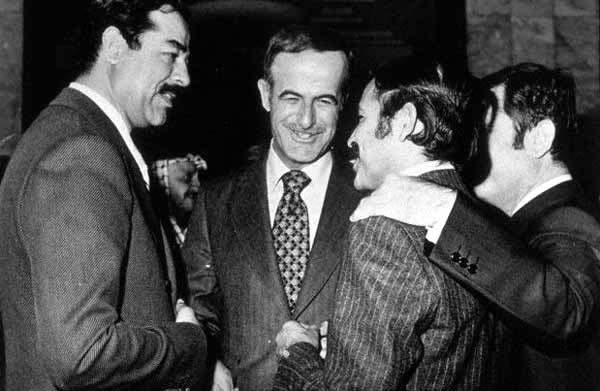
El presidente sirio Hafez al-Ásad (centro) con el vicepresidente iraquí Saddam Hussein (izquierda), el ministro de Asuntos Exteriores argelino Abdelaziz Bouteflika (derecha) y el vicepresidente sirio Abdul Halim Khaddam (extremo derecho, medio cubierto) en la Cumbre de la Liga Árabe de 1978 en Bagdad.

Siria fue un destacado adversario del Irak baazista durante la Guerra Fría. Siria apoyó a Irán en la guerra entre Irán e Irak y se unió a la coalición liderada por Estados Unidos contra Irak durante la Guerra del Golfo. Durante el levantamiento islamista en Siria, el gobierno iraquí de Sadam Huseín proporcionó armas y apoyo logístico a la Hermandad Musulmana, particularmente durante la masacre de Hama en 1982 . Sin embargo, en 1997, el presidente sirio Hafez al-Ásad comenzó a restablecer relaciones con el presidente iraquí Saddam Hussein . El ascenso de Bashar en 2000 impulsó este proceso, y Siria ignoró las sanciones contra Irak, ayudando a este país a importar petróleo ilegalmente.
Bashar al-Ásad se opuso a la invasión de Irak liderada por Estados Unidos en 2003. Protegió a los baazistas iraquíes y permitió que voluntarios atravesaran Siria para luchar contra los estadounidenses. La presión siria para revisar la política de desbaazificación y el apoyo a los insurgentes fue despreciada por el nuevo gobierno iraquí. Como resultado, el gobierno instalado por Estados Unidos en Irak suspendió los suministros de petróleo a Siria. En 2004, el comandante estadounidense de las fuerzas de coalición en Irak, George W. Casey Jr., acusó a Siria de albergar a líderes insurgentes iraquíes que coordinaban la insurgencia antiestadounidense desde sus bases en Siria.
Izzat Ibrahim al-Douri, exvicepresidente del Consejo del Comando Revolucionario del partido baazista iraquí, tenía estrechas relaciones con el partido baazista sirio. A pesar de las diferencias históricas entre las dos facciones del Baath, al-Douri habría instado a Saddam a abrir oleoductos con Siria, construyendo una relación financiera con la familia Ásad . Tras la invasión estadounidense de Irak en 2003, al-Douri habría huido a Damasco, desde donde organizó grupos militantes antiestadunidense y coordinó importantes operaciones de combate durante la insurgencia iraquí. En 2009, el general David Petraeus, que en ese momento dirigía el Comando Central de Estados Unidos, declaró que al-Douri residía en Siria.
En 2006, Siria reconoció al gobierno iraquí posterior a la invasión y reanudó las relaciones. Sin embargo, las relaciones siguieron siendo malas hasta 2011, cuando las tropas estadounidenses se retiraron de Irak y estalló la revolución siria, durante la cual cientos de miles de manifestantes salieron a las calles para exigir el derrocamiento del régimen de Ásad. Ambos gobiernos, junto con Irán, formaron una alianza regional tripartita, ya que tanto Irán como el gobierno de Nuri al Maliki en Irak criticaron el posible aumento de la influencia saudí en Siria, un país de mayoría sunita. A diferencia de la mayoría de los países de la Liga Árabe, Irak rechazó los pedidos de que Al-Ásad dimitiera.

#### Relaciones con Estados Unidos
Las relaciones entre la Siria baazista y los Estados Unidos se tensaron en 1967 tras la Guerra de los Seis Días que resultó en la ocupación israelí de los Altos del Golán, pero las relaciones se reanudaron en 1974 tras el Acuerdo de Separación entre Israel y Siria . Siria fue agregada a la lista estadounidense de Estados patrocinadores del terrorismo el 29 de diciembre de 1979, y sigue siendo el único estado de la lista original de 1979 que permanece en ella.
Las relaciones entre Estados Unidos y Siria se deterioraron debido a la oposición de Siria a la guerra de Irak . El gobierno sirio también se negó a impedir que combatientes extranjeros utilizaran las fronteras sirias para entrar en Irak y a deportar a funcionarios del antiguo gobierno de Saddam Hussein que apoyan la insurgencia iraquí . En mayo de 2003, el Secretario de Estado de Estados Unidos, Colin Powell, visitó Damasco para exigir a Siria el cierre de las oficinas de Hamás, la Jihad Islámica y el Frente Popular para la Liberación de Palestina .
Desde el comienzo de la guerra civil siria, Estados Unidos ha pedido repetidamente la dimisión del presidente Bashar al-Ásad y ha impuesto sanciones a su gobierno.

## Ejército
Siria, bajo el régimen baazista, se caracterizaba por una dictadura militar y un estado policial, donde las Fuerzas Armadas Árabes Sirias llevaron al Partido Baaz al poder. La supervivencia del régimen fue posible en gran medida gracias a la "baazización" del ejército por parte del Partido Baaz y a su fuerte dependencia del aparato de seguridad del ejército. A partir de 1963, el alto mando del ejército sirio se volvió cada vez más baazista, mientras que los oficiales baazistas se volvieron progresistas. Después de que Háfez al-Ásad llegó al poder, purgó a los oficiales sunitas de clase media y alta, reemplazándolos por otros pertenecientes a minorías rurales, y consolidó su poder con el establecimiento de una "guardia pretoriana" reclutada por los alauitas que ayudó a asegurar el control del régimen sobre el ejército. Las fuerzas armadas combinadas de la Siria baazista desde 1963 hasta 2024 se conocían oficialmente como Fuerzas Armadas Árabes Sirias .
Tras la derrota siria durante la Guerra de los Seis Días con Israel, Hafez al-Ásad inició una enorme expansión del ejército para lograr la paridad militar con Israel. El Ejército Árabe Sirio, que era principalmente una fuerza de reclutas, aumentó de 50.000 efectivos en 1967 a 225.000 en 1973, y a más de 350.000 en el decenio de 1990. En 1990, Siria era el cuarto país más militarizado del mundo en proporción a su población, con 35,9 soldados por cada 1.000 habitantes, y el duodécimo con mayor gasto per cápita en defensa. Con el colapso de la Unión Soviética en 1991, Siria perdió a su principal proveedor de equipo militar, lo que contribuyó al aislamiento del ejército sirio. En 2005, el 50% del presupuesto nacional de Siria se destinó a gastos militares y de inteligencia, y Siria tenía un ejército permanente de 215.000 soldados y más de 400.000 en movilización, así como 4.700 tanques, 4.500 vehículos de transporte de personal, 850 misiles tierra-aire, 4.000 cañones antiaéreos y 611 aviones de combate. Raymond Hinnebusch describió este proceso como "producto de un partido nacionalista y un ejército radicalizado por el conflicto con Israel, desarrollado bajo Hafez al-Ásad hasta convertirse en un enorme aparato de seguridad nacional diseñado para enfrentar a Israel".

## Derechos humanos
Los derechos humanos en la Siria baazista eran prácticamente inexistentes. El historial de derechos humanos del gobierno era considerado uno de los peores del mundo. Como resultado, la Siria baasista fue condenada globalmente por importantes organizaciones internacionales, incluidas las Naciones Unidas, Human Rights Watch, Amnistía Internacional y la Unión Europea. Las libertades civiles, los derechos políticos, la libertad de expresión y de reunión fueron severamente restringidos durante el gobierno baazista de Bashar al-Ásad, considerado como "uno de los regímenes más represivos del mundo". La 50ª edición de Libertad en el Mundo, el informe anual publicado por Freedom House desde 1973, designa a Siria como "el peor de los peores" entre los países "no libres". El informe incluye a Siria como uno de los dos países que obtienen la puntuación más baja posible (1/100).

## Banderas y escudos de armas

Bandera de la Siria baazista (1963-1972)
Bandera de la Siria baazista en la Federación de Repúblicas Árabes y posteriormente (1972-1980)
Bandera de la Siria baazista (1980-2024)

Escudo de armas de la Siria baazista (1963-1972)
Escudo de armas de la Siria baazista en la Federación de Repúblicas Árabes (1972–1980)
Escudo de armas de la Siria baazista (1980-2024)